# Fede nativa slava

Коловрат, Kolovrat, simbolo del Rod (principio supremo e ordine del cosmo) presso tutti i gruppi rodnovari

La Fede Nativa Slava o Rodnoveria (in russo Родноверие?, Rodnoverie; in serbo Родноверје?, Rodoverje; in ucraino Рідновірство?, Ridnovirstvo; in polacco Rodzimowierstwo słowiańskie; in ceco Rodnověří; e nelle lingue slave del sud mutuato dal russo; tutti composti di родная rodnaya e вера vera, vale a dire "fede indigena" o "nativa" o "ancestrale") è un movimento religioso neopagano che si propone come la continuazione contemporanea della religione indigena praticata dai popoli slavi prima che le loro classi dirigenti adottassero il cristianesimo come religione di Stato a partire dal X secolo. Suppone che la religione indigena slava non sia stata abbandonata repentinamente dalle popolazioni slave, tanto che il fenomeno della "doppia fedeltà" (dvoеverie), sia alla religione slava che al cristianesimo, è persistito fino alla modernità. La Rodnoveria come movimento organizzato è emersa dopo la dissoluzione dell'Unione Sovietica, per espandersi in maniera visibile e considerevole a partire dalla metà degli anni 1990. Fa parte del più ampio fenomeno del neopaganesimo in Europa orientale.

## Storia
La religione nativa slava è da attribuirsi al gruppo indoeuropeo come altre religioni native d'Europa.
La religione antica degli Slavi non è mai stata soppiantata del tutto dal cristianesimo, ed è stata preservata un po' ovunque dalle comunità dei cosiddetti "vecchi credenti" (staroverci), spesso sincretizzata con il cristianesimo. Ai decenni più recenti risale il suo recupero nel movimento della rodnoveria. 
Gruppi e organizzazioni sono sorti in tutti i Paesi slavi, e la loro presenza è numerosa e molto visibile in Russia e Ucraina.
In Ucraina, il fondatore della prima organizzazione della religione indigena fu Volodymyr Šajan, nato a Leopoli nel 1908. Studiò la filosofia e il sanscrito. Nel 1934 avrebbe vissuto un'esperienza mistica e illuminante sul monte Grekhit, tra i Carpazi. Dopo la seconda guerra mondiale si trasferì in Inghilterra, dove poté lavorare sulle sue idee; morì nel 1974 a Londra. La sua influenza è riscontrabile nella dottrina di molti gruppi neopagani ucraini. L'attuale maggiore organizzazione del Paese è l'Unione dei rodnovari ucraini guidata da Halyna Lozko, di cui uno dei centri affiliati, precisamente quello di Kiev, chiamato Pravoslavya, pubblica una rivista chiamata Svarog. Nel 1995, sempre nella città di Kiev, si tenne una conferenza intitolata La fede tradizionale: risorse, correnti e tendenze, a cui parteciparono parecchi gruppi neopagani.
In Polonia la risorgenza della religione nativa iniziò a manifestarsi nel periodo tra le due guerre come influenza artistico-letteraria: Marian Wawrzeniecki fu autore di molte opere grafiche di ispirazione pagana. L'autore più creativo fu tuttavia Stanisław Szukalski, nato nel 1893. Crebbe negli Stati Uniti ma fu mandato da suo padre a studiare a Cracovia, in Polonia dove, avvicinandosi all'ambiente neopagano, fondò un'associazione artistico-religiosa, la Szczep Rogate Serce, che pubblicava anche una rivista chiamata Krak (il nome del leggendario fondatore di Kraków, Cracovia).
In seguito — alla fine della seconda guerra mondiale — Szukalski tornò negli Stati Uniti, dove morì nel 1987. L'interesse per il neopaganesimo tese a manifestarsi anche in forma di movimento sociale, il cui iniziatore fu Jan Stachniuk, nato nel 1905. Dopo avere completato i suoi studi in economia iniziò a pubblicare libri che tendevano a presentare una sua visione della religione slava. Nel 1937 fondò la rivista Zadruga. Un tratto interessante nel pensiero di Stachniuk è la sacralizzazione della creatività intellettuale e il culto per l'energia cosmica, che tende a manifestarsi attraverso il destino. Il successo di una persona non dipende unicamente dalle preghiere, ma anche dalla partecipazione attiva che la persona deve esercitare nella sua vita, dato che il destino è un fattore che tende a modellarsi in base alle proprie azioni. Alcuni membri della Zadruga diedero origine in seguito alla casa di pubblicazione chiamata Toporzel, di cui un membro è Antoni Wacyk, il quale, nel suo libro, espose anch'egli un parere sulla fede. Questa, secondo Wacyk, deve essere innanzitutto un'esperienza mistica personale. Secondo il suo pensiero, una religione "pagana" è l'ideale affinché questa concentrazione del singolo su Dio possa verificarsi.
La Zadruga in seguito ispirò la fondazione di un nuovo gruppo, l'Associazione per la fede indigena, di cui l'iniziatore fu Jerzy Potrzebowski. L'interesse per il paganesimo sorse anche tra coloro che già si interessavano alla spiritualità, come Jacek Dobrowolski, fondatore della prima comunità buddhista in Polonia, che nel 1991 pubblicò un poema intitolato Rarog, trattante le numerose affinità tra il paganesimo slavo e gli antichi culti indo-iranici, e la figura della divinità chiamata Jarilo, che era molto popolare tra gli slavi orientali e meridionali. Come studioso di religioni, Dobrowolski, analizzando il culto polacco della Madonna, vi trovò parecchi riferimenti di continuazione del culto pagano matriarcale antecedente il cattolicesimo.
Oggi in Polonia esistono diverse organizzazioni della religione nativa slava; tra le più influenti la Chiesa nativa polacca e la Chiesa slava polacca, nonché l'associazione Rodzima Wiara. Il rapido emergere di gruppi neopagani nell'Europa centrale e orientale sta divenendo una ricca fonte di studio.
In Repubblica Ceca l'associazione Rodná víra fu fondata nell'anno 2000 su iniziativa di sei rappresentanti di due gruppi di ispirazione slavofila: Radhošť e NFC. Il primo (fondato nel 1998 da un ricercatore universitario di origine napoletana) era di ispirazione ecologista, nel secondo erano rappresentati elementi provenienti anche dalla destra estrema. Cercando una unione nonostante le differenze, i due gruppi trovarono un'intesa comune e la politica partitica sparì definitivamente dal vocabolario e dalle azioni dell'associazione.
La rapida diffusione della Rodnoveria è attribuita da alcuni studiosi ai suoi legami con il sentimento identitario in ascesa tra gli Slavi dopo la disfatta dell'Unione Sovietica. Questa tendenza all'identificazione di appartenenza ad una cultura slava comune è il cosiddetto panslavismo. In Russia la Rodnoveria si è diffusa con rapidità in tutto il vasto territorio, parzialmente a colmare il vuoto lasciato dalla dissoluzione di tutti gli organismi religiosi sotto l'ateismo di Stato dell'Unione Sovietica.

## Cosmologia

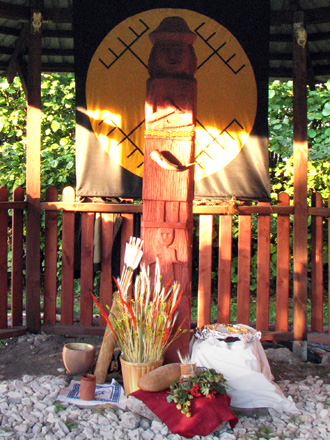
"Altare" in un tempio neopagano polacco

Nella Fede Nativa Slava, Dio (Rod) è considerato come l'essenza ultima di tutto ciò che esiste, il principio creatore che dette ordine al caos all'inizio dei tempi, e iniziò a manifestarsi dando forma all'esistente per mezzo della sua energia. L'universo è dunque concepito come una manifestazione della realtà divina, una condensazione attiva dell'energia cosmica. Quest'ultima è perennemente agente nell'universo: la creazione non è una verità finita, ma si attua da sempre e per sempre, in ogni tempo e in ogni spazio. La creazione, infatti, non è altro che la continua azione che le forze della natura, le divinità, agenti alla base della manifestazione del creato, ovvero a un livello sottilisimo dell'esistenza, esercitano su quest'ultima, per modellarla, per forgiarla, per donare la vita. Le forze divine della creazione sono esse stesse parte della Sostanza divina finale, essendo manifestazioni attive dell'Uno.
Un concetto presente nella cosmologia neopagana slava — e che la accomuna dunque a tutte le altre religioni indoeuropee e iraniche — nelle quali è similmente presente, è quello dell'albero cosmico. Nel neopaganesimo slavo è rappresentato come una quercia o un pino e simboleggia l'energia universale emanata da Dio che permea e compone il mondo e le sue leggi fisiche e chimiche.
Nella fase antica della religione slava, l'albero cosmico rappresentava soprattutto la divisione del mondo in tre regni: il cielo, rappresentato dai rami, ovvero il luogo dove presenziavano le entità celesti; il mondo sensibile, rappresentato dal tronco, che corrispondeva al mondo fisico in cui vive l'uomo; infine l'oltretomba (chiamata tradizionalmente virey o iriy), rappresentata dalle radici, luogo meraviglioso e tranquillo dove dimoravano le anime dei defunti, un mondo di praterie verdi, alberi ed eterna primavera. Queste credenze mitologiche sopravvissero a lungo anche dopo la cristianizzazione dei Paesi slavi, oppure vennero codificate diversamente in modo da accomunarle alla mitologia cristiana.
Nel neopaganesimo moderno l'albero cosmico riacquista quello che era il suo profondo significato teologico, stando a simboleggiare l'essenza divina che si manifesta dando ordine al caos, generando il mondo e le sue infinite forme di esistenza.

## Teologia slava
La teologia slava è simile a quella delle religioni del ceppo indoeuropeo. Si tratta di un sistema monistico ed enoteistico, in cui le molteplici divinità sono considerate i diversi aspetti di manifestazione della realtà finale, Dio (Rod), l'Uno, l'eterna Sostanza divina che compone tutto ciò che esiste. Questa entità universale, veniva chiamata e viene chiamata dai moderni neopagani slavi, Perun (mentre dai lituani Perkūnas, nome che letteralmente significa "la luce"), il Dio del tuono dell'antico pantheon, oltre che una delle poche divinità a essere stata comune a tutte le popolazioni slave e l'unica divinità che fu identificata con il Dio cristiano all'epoca dell'evangelizzazione (successivamente fu poi il culto di Perun connesso con quello cristiano di sant'Elia.
Gli Slavi identificavano Rod nella figura di Perun, testimonianza a ciò è rinvenibile soprattutto in uno scritto di Procopio, in cui questi descrive dettagliatamente come il culto di Perun facesse intendere la sua natura di Dio cosmico, emanatore di tutte le altre divinità della natura. Procopio descrive la religione degli slavi come un culto monoteistico, corrispondente al moderno concetto di sistema monistico ed enoteistico. Nello spirito di Procopio, analizzano così la religione natia degli slavi i cattolici zelanti di oggigiorno. Ovviamente i membri stessi delle associazioni slave, a parte alcune eccezioni, hanno un'opinione completamente diversa di sé stessi e del loro culto.
Una caratteristica spiccata della religione neopagana slava, che la distinguerebbe secondo alcune ipotesi dalla concezione delle altre religioni neopagane, è il dualismo. Perun è considerato il Dio uno, tuttavia la sua figura è sempre accompagnata da una controparte, il dio Veles. L'opposizione delle due divinità di Perun e Veles rappresenta l'antagonismo universale dei principi creatori, che accomuna parecchie tradizioni religiose. Questo sistema dualistico è presente anche, ad esempio, nel taoismo, in cui i principi cosmici in opposizione sono chiamati yin e yang. Si suppone che questo tipo di dualismo, sia stato dovuto all'influenza scita e sarmata, ovvero iranica, sui gruppi slavi della Russia meridionale nel periodo preistorico e protostorico di queste zone.
Con la cristianizzazione delle terre slave, i missionari oltre a identificare Perun con il loro Dio, trovarono terreno fertile anche per associare la divinità di Veles a Satana, sebbene l'originale slavo e attuale neopagano non presenti caratteristiche negative, essendo il paganesimo sempre stato caratterizzato da un rifiuto di classificazione tra cose buone e cose cattive, dato il presupposto secondo cui il bene e il male sono concetti concepiti ed esercitati dall'uomo. Le due divinità rappresentano dunque i due principi in eterno scontro, le due controparti dalla cui interazione scaturisce la vita, l'esistenza di tutto ciò che esiste. La caratteristica distintiva sta però nel fatto che Perun sia la divinità suprema effettiva, mentre Veles una controparte emanata essa stessa da Perun, quindi una manifestazione di quest'ultimo. Perun è infine la Fonte da cui sorge tutta l'energia divina di cui l'universo è composto, identificata nell'albero cosmico.

### Divinità
Oltre a Veles, la religione neopagana slava comprende nella propria concezione divina una serie di divinità autoctone slave.
Queste divinità sono spiriti della natura, permeano il mondo naturale in ogni sua accezione e contribuiscono alla realizzazione di quello che è il processo creativo dell'azione divina. Le divinità secondo la concezione monistica sarebbero varie sfaccettature dell'unica realtà e permetterebbero all'uomo di intraprendere percorsi diversi per giungere alla verità finale: ogni divinità è associata a un elemento della natura e a un dato fenomeno, non tanto perché si crede che la divinità realizzi quel fenomeno, ma più che altro perché la divinità è identificata con la forza divina che, di sostrato a tutte le leggi fisiche e chimiche che portano al dato fenomeno, realizza quelle che sono le basi affinché tutto ciò avvenga; ovvero si dispiega, si manifesta come fonte dell'energia che dà origine a quei fenomeni, che condensata origina le parti più sottili e ineffabili delle particelle subatomiche e poi da queste si manifesta materializzandosi nel mondo fisico. La natura è dunque il mezzo attraverso cui agiscono le forze divine, le leggi naturali sono le regole sulle quali le forze divine contribuiscono processualmente alla formazione del cosmo. Lo studio della natura è mezzo per tramite di cui l'uomo può risalire verso la comprensione e l'identificazione con l'Uno.
Una caratteristica importante della teologia neopagana slava è inoltre l'aspetto tipicamente indoeuropeo della molteplicità di sfaccettature attraverso cui le divinità si manifestano. Gli dei slavi sono molto spesso rappresentati con aspetto tricefalo o quadricefalo, a indicare i tre o quattro aspetti di manifestazione della divinità. Questa concezione è presente in particolare nell'Induismo, in cui le divinità attraverso le quali si manifesta l'Īśvara possono a loro volta scindere la loro potenza manifestandosi in molteplici aspetti. Nel neopaganesimo slavo, oltre alle divinità principali, possono essere onorate anche divinità quali Jarilo, il dio della fertilità e della vegetazione; Morana, compagna di Jarilo, dea della natura e della morte; Svarog, dio della luce, in quanto il nome stesso sta a significare "luce celeste"; Svarogič, dio del fuoco e della terra; Dazbog, dio del fuoco celeste, degli astri e delle costellazioni; Svetovid, dio quadricefalo legato al simbolismo del cavallo e all'agricoltura; Triglav, dio tricefalo patrono anch'esso della natura campestre; e infine Zorya e Danica, dee del focolare, della casa e dei rapporti interpersonali.
Molto simile da un lato ad Afrodite e dall'altro a Demetra è la dea Mokoš, unica divinità femminile venerata ufficialmente nel pantheon di Kiev tra gli anni 980 e 988. Dopo il 988, anno in cui il principe Vladimir I di Kiev ricevette il battesimo, cominciò il lento processo di cristianizzazione della Rus' (e poi della Russia), ora criticato in maniera aperta proprio dai rappresentanti della Fede Nativa Slava.